# Bainuna Village
Bainuna Village är en ort i Kiribati.   Den ligger i örådet Marakei och ögruppen Gilbertöarna, i den nordöstra delen av landet, 80 km norr om huvudstaden Tarawa. Bainuna Village ligger 12 meter över havet och antalet invånare är 246.
Terrängen runt Bainuna Village är mycket platt.  Närmaste större samhälle är Rawannawi Village, 8,4 km nordväst om Bainuna Village. 